# Paseo del Prado
O Paseo del Prado é uma das zonas principais da cidade de Madrid, capital da Espanha. Forma, em conjunto com o Paseo de Recoletos e o Paseo de la Castellana, o principal eixo da cidade. A área abrangida pelo Paseo del Prado, a zona mais a sul deste eixo; tem como extremo norte a Plaza de Cibeles, segue para sul passando pela Plaza de Cánovas del Castillo, Museu do Prado, Jardim Botânico Real, terminado na Plaza del Emperador Carlos V, em frente à Estação de Atocha.

## História

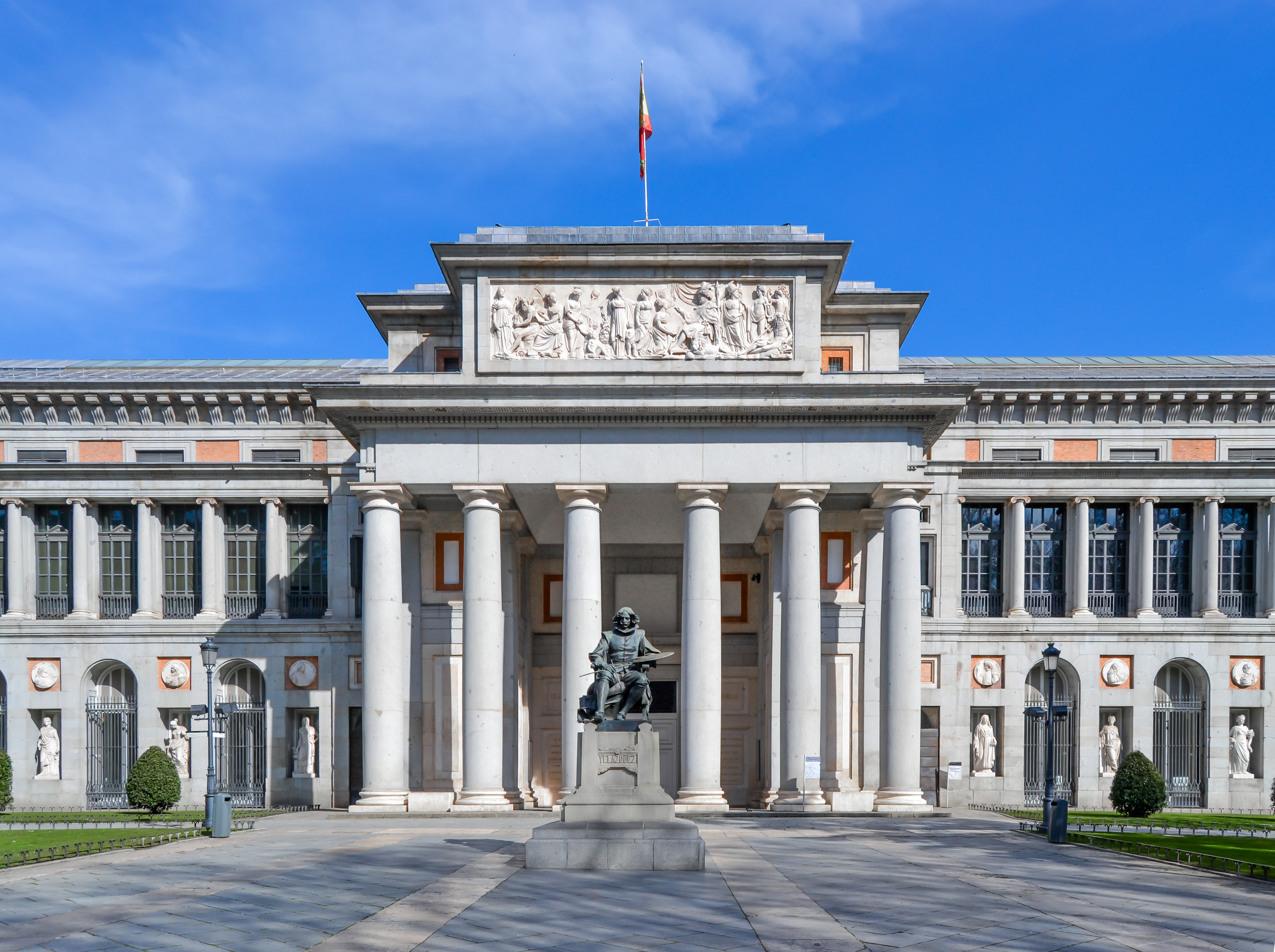
Entrada do Museu do Prado.

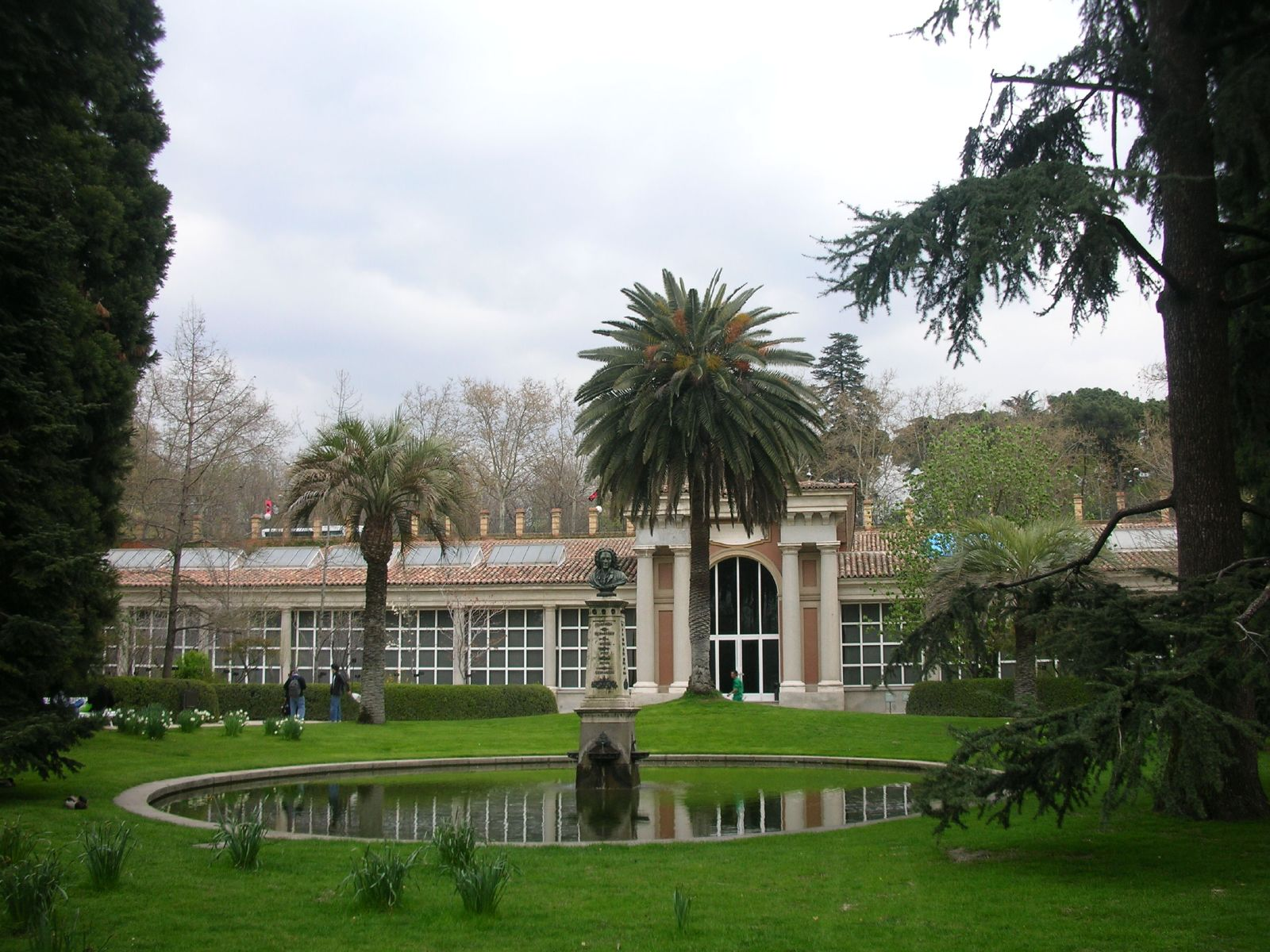
Jardim Botânico Real de Madrid.

O rei Filipe II, ao instalar a capital espanhola em Madrid, tomou a decisão de, em 1570, reorganizar os prados de San Jerónimo e de Atocha, fazendo nesse espaço extramuros, o Prado Viejo, um local de lazer para os madrilenos. Era um local muito frequentado, mas foi progressivamente perdendo entusiastas, ficando ao abandono. Mais tarde, durante o reinado de Carlos III, as reformas urbanas de Madrid que tinham como objetivo a requalificação da periferia da cidade devolveram ao então Prado Viejo a vida que tinha perdido ao longo dos anos.

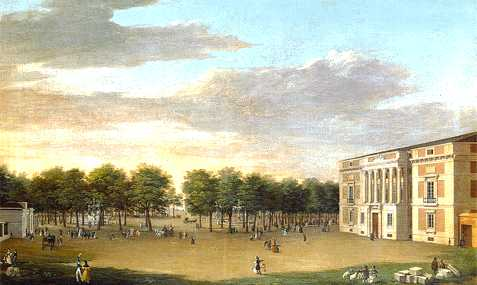
Vista do Salón del Prado no princípio do século XIX (Entrada no Real Museu pelo Jardim Botânico, de Fernando Brambila).

O Salón del Prado, nome dado a essa reforma de Carlos III, iria englobar as áreas da ribeira de Valnegral, convertendo-as numa zona arborizada, com passeios e jadins. O projeto foi promovido pelo Conde de Aranda, presidente do Conselho de Castela; as obras começaram em 1763. O objetivo maior destes trabalhos era integrar a cidade no parque do Retiro. O Salón del Prado foi coordenado por José de Hermosilla, que desenhou a planta do paseo, integrando nesse espaço as fontes de Cibeles, Neptuno e Apolo, desenhadas por Ventura Rodríguez.
O Salón del Prado prolongava-se desde a Plaza de Cibeles até à Glorieta de Atocha, e estava dividido em três troços: o primeiro vai desde a Plaza de Cibeles à Plaza de Neptuno, passando pela Plaza de Apólo, situada no centro do paseo; o segundo troço segue desde a Paza de Neptuno até ao cruzamento com a calle de Huertas; e por fim, o último trecho fazia a ligação entre a calle de las Huertas, passava pelo Jardim Botânico, e terminando junto à fonte da Alcachofra.
Atualmente as estátuas de Cibeles, Apolo e Neptuno prevalecem desde o projeto inicial. Ao longo do Paseo del Prado foram-se instalando palácios, o Gabinete de História Natural (hoje em dia é o edifício principal do Museu do Prado), o Jardim Botânico Real e o Observatório Astronómico, todos projetados por um dos grandes arquitetos do rei: Juan de Villanueva. A fonte da Alcachofra foi transladada para o Parque do Retiro.

## Requalificação polémica
Em fevereiro de 2002, o arquiteto português Álvaro Siza Vieira ganhou o concurso internacional pra a requalificação do lado este dos Paseos de Recoletos e Prado; o projeto inspira-se na forma original do Salón del Prado, e prevê a ampliação dos passeios, e o acrescento de zonas verdes. Contudo tem havia muita polémica em torno desta obra. O projeto vai avançar, segundo o indicado pelo arquitecto, em 2008. A polémica que tem assaltado esta requalificação foi o suposto abate de árvores centenárias, no processo de ampliação do passeio em frente ao Museu Thyssen-Bornemisza.

## CLassificação pela UNESCO
Em 2021 o Paseo del Prado passou a integrar a lista de Património Mundial da UNESCO em conjunto com o Buen Retiro, num sítio denominado "Paseo del Prado e Buen Retiro, Paisagem de Artes e Ciências".